# Teufelchen (Libelle)
Das Teufelchen (Selysiothemis nigra) ist der einzige Vertreter der Libellengattung Selysiothemis aus der Familie der Segellibellen. Sie ist von Zentralasien bis in die Mittelmeerländer verbreitet.

## Merkmale
Der um die 20 Millimeter lange Hinterleib (Abdomen) ist bei ausgefärbten Männchen schwarz und ist auf der Unterseite weiß bereift. Juvenile Männchen sowie Weibchen hingegen sind blass grau-gelb mit einer schwarzen Zeichnung. Diese setzt sich aus einem dorsalen Streifen auf dem zweiten und dritten Segment, sowie auf den Querkanten dieser Segmente zusammen. Der dorsale Streifen setzt sich fort ist aber auf den Segmenten vier mit sieben am Übergang zum nächsten Segment unterbrochen. Auch verengt er sich auf diesen Segmenten in der Mitte des Segmentes. Auf dem achten mit zehnten Segment wird er wieder breiter. Die oberen Hinterleibsanhänge sind kürzer als das neunte Segment und von der Seite gesehen nahezu halbkreisförmig gekrümmt. Die breiten und stumpfen unteren Hinterleibsanhänge sind nur knapp kürzer als die oberen.
Bei den ausgewachsenen Männchen ist der Brustkorb (Thorax) ebenfalls schwarz und auf der Bauchseite weißlich. Dazu gesellen sich weiße Härchen. Die Weibchen hingegen sind goldbraun und werden nach unten weißlich.
Die Beine sind schwarz und an den Hüften (Coxa) sowie an der Innenseite des Schenkels (Femur) gelblich weiß.
Die circa 25 Millimeter messenden Hinterflügel sind wie die Vorderflügel durchsichtig und besitzen ein weißes Flügelmal (Pterostigma). Die Flügeladerung ist weiß.
Während die Unterlippe (Labium) bei den adulten Männchen weißlich ist, geht sie bei den juvenilen Männchen, sowie bei den Weibchen ins gelblich weiße. Die Oberlippe (Labrum) ist trüb orange. Das Gesicht sowie die sich anschließende Stirn (Frons) sind gräulich olivfarben zur Mitte hin verdunkelt bei den adulten Männchen und grünlich weiß bei den Weibchen und noch nicht voll ausgefärbten Männchen. Zusätzlich findet sich bei letzteren eine scharf abgrenzende Stirnbasallinie. Der Scheitel (Vertex) ist ebenfalls dunkel olivfarben.

## Nachweise
- Henrik Steinmann – World Catalogue of Odonata (Volume II Anisoptera) [S. 551], de Gruyter, 1997, ISBN 3-11-014934-6
- Friedrich Ris: Libellulinen monographisch bearbeitet. Libellulinen 8. In: Collections zoologiques du Baron Edm. de Selys Longchamps. Catalogue systématique et descriptif. 3, 16(1). Jahrgang, 1913, S. 1041 f. (biodiversitylibrary.org [PDF; abgerufen am 15. Mai 2010]).